# Capo Mulini
Capo Mulini is een plaats (frazione) in de Italiaanse gemeente Acireale.